# Közülük való (Lost)
2006. február 15-én került először adásba az amerikai ABC csatornán a sorozat 38-adik részeként. Carlton Cuse és Damon Lindelof írta, és Stephen Williams rendezte. Az epizód középpontjában Sayid Jarrah áll.

## Ismertető

### Visszaemlékezések
Sayid bázisát az ellenség repülőgépei bombázzák. Mindenki azon igyekszik, hogy mindennemű iratot és bizonyítékot megsemmisítsenek. Hirtelen amerikai katonák törnek rájuk. Követelik, hogy mondják meg, ki a parancsnokuk. Sayid – mivel beszél angolul – elmondja nekik, hogy a felettese nemrégiben Hillah-ba ment. A katonák nem hisznek neki, és magukkal hurcolják.
Az amerikaiak rá akarják venni Sayidot, hogy tolmácsoljon. Meg akarják tudni, hogy hol van annak a helikopterpilóta, akit Sayid társai nemrégiben elfogtak. Sayid azt mondja, a parancsnokához, Tariq-hoz vitték, de ő Hillah-ba repült. A katonák bevezetik Sayidot egy kis helyiségbe, ahol a katonák – Sayid nem kis megdöbbenésére – a megkötözött Tariq-ot tartják.
Sayid megpróbálja rábeszélni Tariq-ot, hogy mondja el a pilóta hollétét. Tariq nem mond semmit. Szégyenteljesnek minősíti, hogy Sayid iraki létére az amerikaiak szolgálatába állt.
A katonák felettesükhöz, Joe Inmanhez vezetik Sayidot, aki rá akarja beszélni őt, hogy ha kell, akár erőszakkal is vallassa ki Tariq-ot. Hogy rávegye erre, mutat neki egy felvételt, amin Tariq vezényletével sarin-gázt alkalmaznak egy Sayid rokonai által is lakott falu piacán. A sarin senkit sem kímélt, beleértve a gyermekeket, és az időseket is. Inman odaad Sayidnak egy ládát, amiben különböző kínzóeszközök vannak. Sayid visszamegy Tariq-hoz, aki azt parancsolja neki, hogy ne engedelmeskedjen az amerikaiaknak, ehelyett húzzon zacskót a fejére és legyen öngyilkos. Sayid megtagadja a parancsot, ezért Tariq arcul köpi.
Hosszas kínzások eredményeként, Sayid megtudja, hogy a pilótát két nappal korábban kivégezték, majd egy négy km-re lévő mezőn eltemették. Inman, hálából egy út mellett szabadon engedi Sayidot, és pénzt ad neki, amiből eljuthat Ramad-ig. Sayid megfogadja, hogy soha többé nem fog megkínozni senkit sem.

### Valós idejű történések
Sayid éppen mosakszik, amikor megpillantja a dzsungelből kirohanó Ana Luciát. Ana Jacket keresi, mert látott valakit nem messze a parttól. Sayid úgy dönt, Jack helyett ő megy el Ana-val, mivel sejti, hogy Danielle Rousseau-t láthatta. Miután Ana Lucia elvezeti hozzá, Sayid visszaküldi Ana-t a táborba. Megkérdezi Rousseaut, mi járatban van errefelé, de Danielle nem válaszol. Csupán annyit mond, hogy ahová mennek, találni fog valami igazán fontosat. Átadja Sayidnak a fegyverét, hogy bizalmat nyerjen.

Henry Rousseau hálócsapdájában

Sawyert halálra idegesíti egy folyton brekegő leveli béka, ezért megkéri Jint, hogy segítsen neki megtalálni. Ám mivel Jin szó nélkül továbbáll, Sawyernek egyedül kell boldogulnia. A dzsungelben, észreveszi Hurleyt, aki a magának titokban félretett elemózsiából falatozik. Megzsarolja őt, hogy ha nem segít neki, elmondja a többieknek titkát.
Danielle az egyik hálócsapdájához vezeti Sayidot, amiben egy férfi kapálódzik. A férfi azt állítja, a neve Henry Gale, és Minnesotából jött. Rousseau szerint hazudik, ugyanis KÖZÜLÜK való. Sayid elvágja a férfit fogvatartó hálót. Danielle attól tart, hogy meglóg, ezért keresztüllövi egy nyíllal. Sayid – Rousseau tanácsára – elviszi őt a bunkerbe Jack-hez. Azt tervezi, hogy miután Jack ellátja, kifaggatja őt kilétéről.
Sayid a bunkerbe érve felébreszti az alvó Johnt, majd faggatni kezdi a sérült Henryt. Henry azt állítja, hogy négy hónappal ezelőtt került a szigetre. A feleségével a Csendes-óceánt akarta átszelni egy léghajóval, de lezuhantak. Egy partmenti barlangban húzódtak meg, ám három héttel ezelőtt |Henry felesége megbetegedett és meghalt. Közben megérkezik Jack, aki azonnal kezelés alá veszi Henryt. Sayid figyelmezteti Jacket, hogy semmiképp se oldozza el őt.
Sawyer gúnyos megjegyzésekkel illeti Hurleyt, aki megsértődik, és magára akarja hagyni Sawyert. De Sawyer a cél érdekében mindenre képes: bocsánatot kér Hurleytől.
Jack eltávolítja a nyilat Henryből. Eközben Locke – Sayid kérésére – megváltoztatja a fegyverraktár kombinációját, hogy bezárva oda, Sayid kivallathassa Henryt, anélkül, hogy Jack bármit is tehetne ellene. Miután Sayid egyedül marad Henry-vel a raktárban, belülről bezárja az ajtót. Jack rájön, hogy Locke lecserélte a kombinációt. Locke szerint helyesen cselekednek, hisz ez is része a „háborúnak”.
Sayid további kérdéseket tesz föl Henrynek. Henry azonban nem érti, mért kell magyarázkodnia a kilétéről, miközben még ő sem tud semmit Sayid-ról. Ezért Sayid bemutatkozik: „A nevem Sayid Jarrah, és vallató vagyok”.
Hurley megtalálja a békát és Sawyernek sikerül elfognia. Hurley-nek az az ötlete támad, hogy elviszi néhány parttal odébb, hogy megkereshesse a családját. Sawyernek egész más ötlete támad: kezét ökölbeszorítva összemorzsolja a békát.
Jack takarítás közben észreveszi, hogy eltűntek a fogók. Ezalatt, Sayid további információkat szerez Henry-ről. Megtudja, hogy nagyon gazdag volt, mivel eladta a bányászcégét, és hogy a léghajózás volt az álma. Sayid nem hisz neki. Fogóba szorítja Henry ujját, és a felesége temetéséről vallatja. Mivel Henry nem emlékszik saját felesége temetésére, Sayid teljesen biztossá válik abban, hogy nem mond igazat, ezért ütlegelni kezdi őt.
Jack követeli, hogy John nyissa ki az ajtót, de ő vonakodik megtenni ezt. Eközben, megszólal a riasztó. Jack a falhoz szorítja Locke-ot, és csak azzal a feltétellel engedi őt a számítógéphez, hogy kinyitja az ajtót. Mivel nincs más lehetősége, John beengedi Jack-et a raktárba, majd gyorsan a számítógéphez rohan. Ám elkésik! A számláló lenullázódik és hieroglifák jelennek meg rajta. Szerencsére, John-nak egy billentyűkombinációval sikerül visszaállítania. Jacknek sikerül leállítania Sayidot. Sayid biztos benne, hogy Henry KÖZÜLÜK való, de Jack nem hisz neki.
Sayid elbeszéli Charlienak, hogy a bunkerben csúnyán elintézte a fickót akit fogva tartanak. Elmondja, hogy onnan tudja, hogy KÖZÜLÜK való, hogy nem érzett bűntudatot, mikor megkínozta. Majd megkérdezi Charliet, emlékszik-e még arra, mi mindent tettek velük a „Többiek”, ellenben Jack-kel és John-nal, akik már mindent elfelejtettek.